# アントファガスタ県
アントファガスタ県（スペイン語: Provincia de Antofagasta）は、チリ北部のアントファガスタ州 (II) にある3つの県のうちの1つである。県都は港町であるアントファガスタ市。また、アタカマ砂漠も県内に位置し、北にエルロア県、トコピジャ県、西に太平洋、南にアタカマ州がある。

## 歴史
1866年以前、この地域は、チリとボリビアによって領有権が主張されていた。1866年から1879年までの間、県は契約上ボリビアに属し、アタカマ州または沿海部として知られていた。しかし、1879年から1884年にかけて起こった太平洋戦争によってチリの手にわたり、1902年に強制的にチリへ譲られた。これは、強力な国家による隣国の強制的な乗っ取りとして、ボリビアで講義されている。

## 地理
県は、一部アタカマ砂漠内に位置する。
- 面積：67,813.5 km2 (26,183 sq mi) - アンタルティカ・チレーナ県（1,265,853.7 km2）に次ぐ国内2位。なおアンタルティカ・チレーナ県はフエゴ島最南部および南極大陸を管轄するが、南極大陸部分（チリ領南極）は国際的には認められておらず、チリも南極条約により領有権主張を凍結している。このためアントファガスタ県が実質的には面積でチリ国内1位となる。

アントファガスタの約90マイル (140 km)北東は、重要なカラコレス銀山があり、含塩物などの鉱床に富んでいる。州内の他の県と同様に、アントファガスタ県では、輸出向けの銅、銀、硝酸ナトリウム、ホウ砂、含塩物を生産しており、鉄やマンガンも見つかっている。

## 人口動態
以下は、国立統計研究所の2002年国勢調査による。
- 人口：318,779人
  - 男性：165,847人
  - 女性：152,932人
  - 都市的地域：313,244人（98.3%）
  - 地方：5,535人（1.7%）
- 人口密度：4.7人/km2（12人/平方マイル）
- 人口増加率：29.1%（71,779人） - 1992年〜2002年

アントファガスタに加え、タルタル、メヒヨネスなどの主要都市がある。

## 行政
県であるアントファガスタは、第二級行政区画であり、4つのコムーナ（スペイン語：comunas）から構成される。県知事は大統領が任命する。Pablo Toloza Fernándezは、大統領のセバスティアン・ピニェラに任命された。県庁はArturo Prat N° 384, Piso 6, Antofagastaにある。
| コムーナ                | 面積 (km2) | 人口 (2002年) | 人口密度 (km2) | 行政 ウェブサイト |
| ----------------------- | ---------- | ------------- | -------------- | ----------------- |
| タルタル                | 20,405.1   | 11,100        | 0.5            | link              |
| シエラ・コルダ          | 12,866.4   | 2,356         | 0.2            | link              |
| メヒヨネス              | 3,803.9    | 8,418         | 2.2            | link              |
| アントファガスタ (県都) | 30,718.1   | 296,905       | 9.7            | link              |
| 県全域                  | 67,793.5   | 318,779       | 4.7            | link              |